# 911 Nightmare
Dispatch (còn được gọi là 911 Nightmare) là một bộ phim kinh dị trên truyền hình năm 2016 do Craig Moss đạo diễn và có sự tham gia của Fiona Gubelmann, Drew Fuller và Scott Bailey.

## Nội dung
Christine McCullers là nhân viên tổng đài 911, người bị mất việc khi nhầm cuộc gọi khẩn cấp thực sự thành cuộc gọi chơi khăm. Cảm thấy tội lỗi và có trách nhiệm, cô quay sang tìm kiếm danh tính của kẻ giết người và trong cuộc hành trình của mình, cô khám phá thêm về bản thân.

## Diễn viên
- Fiona Gubelmann trong vai Christine McCullers
- Drew Fuller trong vai Tim
- Scott Bailey trong vai Monty Fealon
- John Lee Ames trong vai Kyle
- Scott Broderick làm Chủ tịch
- Chase Cortese trong vai Dustin
- Barbara Kerford trong vai mẹ của Dustin
- Joseph C. Phillips trong vai Thám tử Arnold

## Đón nhận
Radio Times cho phim 2/5 sao.